# Аљажев столп
Аљажев столп (торањ) (словен. Aljažev stolp), познат и као Триглавски торањ (Triglavski stolp), представља метално склониште, оријентациони триангулациони пункт и симбол словеначке државности, који се налази на самом врху Триглавa (2.864 мнв.), највишег врха Словеније и Јулијских Алпа. Ово мало цилиндрично склониште висине око два метра и пречника нешто већег од једног метра, са заставицом на врху, један је од најпрепознатљивијих симбола словеначког народа и планинарства.

## Историја
Аљажев торањ је пројектовао и финансирао словеначки римокатолички свештеник Јакоб Аљаж (Jakob Aljaž, 1845–1927), жупник у месту Довје у Крањској Гори. Почетком 1895. године, желећи да заустави све већи утицај страних (пре свега немачких) планинарских друштава на словеначке планине, Аљаж је кредом на поду своје собе у жупном уреду нацртао план за метални торањ. У априлу исте године, за један форинт, откупио је 16 м² земљишта на самом врху Триглава од општине Довје и тиме добио право да на својој својини постави објекат.
Изградњу је извео мајстор Антон Белец из Шентвида код Љубљане, који је у својој радионици направио делове торња од гвожђа и поцинкованог лима. Склониште је прво представљено у Шентвиду, затим је демонтирано, транспортовано возом у Горењску, а потом су га носачи пренели на врх Триглава, носећи делове тешке и до 20 килограма. Монтажа торња на врху трајала је свега пет сати и завршена је 7. августа 1895. године, који је касније проглашен за празник општине Крањска Гора. Свечано освећење торња извршено је у ужем кругу 22. августа 1895. године.

## Значај и симболика
Аљажев торањ је са Триглавом постао симбол словеначког идентитета, а кроз време је попримио и дубоко културно, историјско и пејзажно значење. Аљаж је торањ поклонио Словеначком планинарском савезу, а током времена је више пута обнављан, између осталих и захваљујући Алојзу Кнафелцу, аутору чувене Кнафелчеве ознаке. Унутрашњост торња је у почетку садржала три столице, шпорет на алкохол, планинарски дневник и слику „Панорама Триглава“ Марка Пернхарта.
У време комунистичке Југославије, као највиша тачка СФРЈ, торањ је био обојен у црвено и украшен црвеном звездом, која је уклоњена непосредно пред распад Југославије. Након проглашења независности Словеније у јуну 1991. године, на торњу је свечано истакнута застава нове државе. 5. октобра 1999. године, торањ је проглашен за споменик културе од државног значаја. Од 4. новембра 1999. је у власништву Републике Словеније.

## Обнова и очување
Због дуготрајне изложености суровим временским условима на врху планине, на торњу су временом настала оштећења. 7. септембра 2018. године, торањ је хеликоптером пренет у компанију KOV у Јесеницама ради конзервације и рестаурације. 3. октобра исте године, обновљени торањ је враћен на врх Триглава. Паралелно са овим процесом, снимљен је и документарни филм „Аљажев торањ – тај плех има душу“.

## Јакоб Аљаж и планинарство
Јакоб Аљаж је био не само свештеник већ и велики љубитељ планина. Осим торња, подигао је и прву планинарску кућу 1894. године у Вратима (1015 м), а 1896. је изградио још једну на Кредарици, на гребену између Рјавине и Триглава, са капелом посвећеном Марији Сњежној. Данас се на Кредарици налази модерни Триглавски дом и метеоролошка станица на највишој надморској висини у Словенији – 2515 м.
У његову част, 27. августа 1989. године, поводом 100. годишњице његовог доласка у Довје, подигнут је споменик на раскрсници Мојстрана – Довје, дело вајара Небојше Митрића из Београда.

## Приступ врху Триглава
Први забележен успон на Триглав догодио се 26. августа 1778. године, када су четворица мештана из Бохиња испела врх. Данас су приступи могући из више праваца:
- северни: долина Врата
- западни: долина Задњица
- јужни: преко Триглавских језера
- источни: са Покљуке

## Занимљивости
- Аљажев торањ је постао и незаменљив пејзажни мотив у визуелном идентитету Словеније.
- Његов облик, скромност и симболика чине га јединственим примером културног наслеђа.
- Представља важан симбол борбе за словеначку националну самобитност, посебно у време када Словенци нису имали сопствено планинарско друштво, нити право да одређују шта се догађа на њиховим планинама.